# Krekengebied Assenede

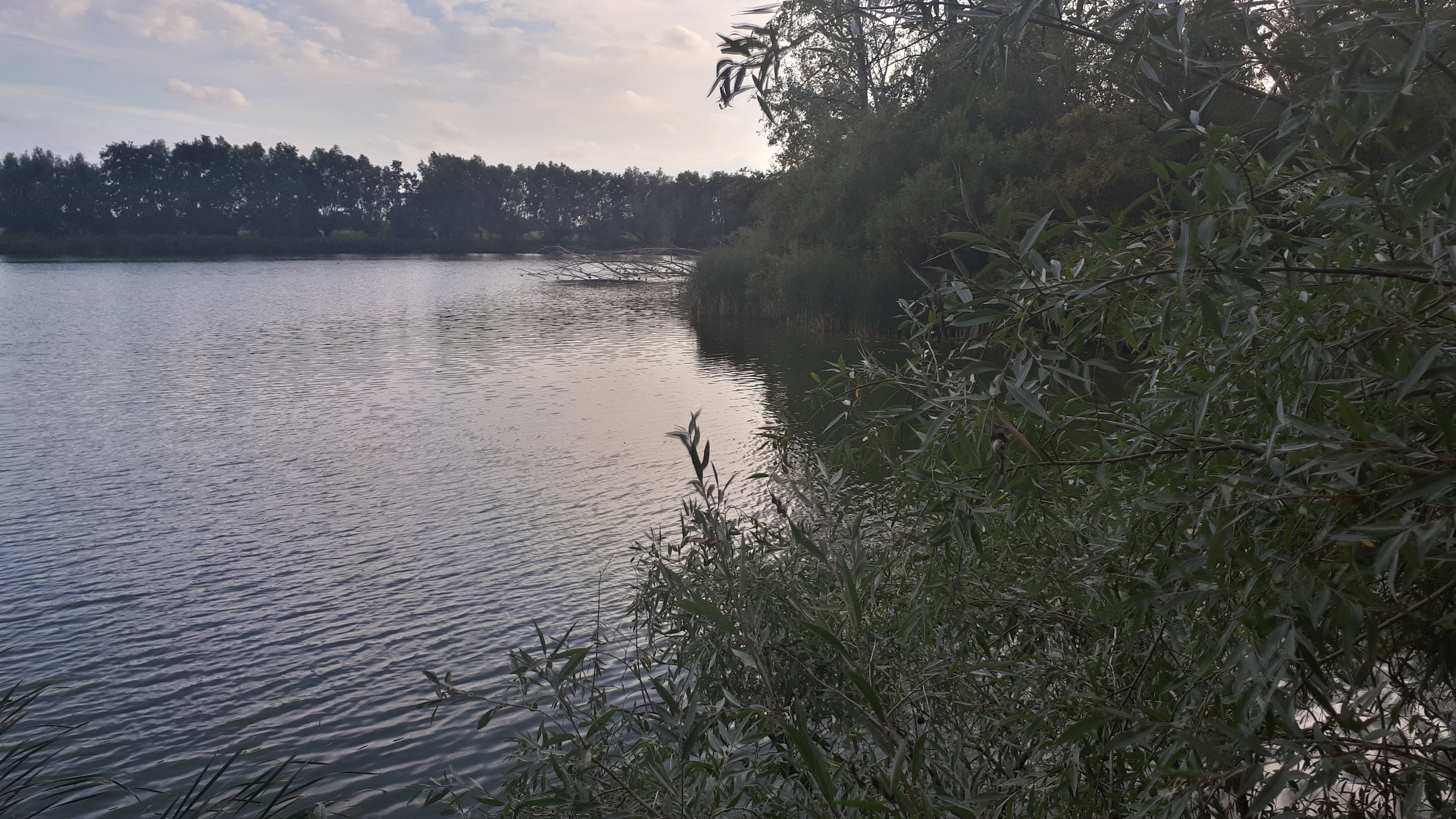
Grote Geul

Het Krekengebied Assenede is een natuurgebied ten noorden van de Oost-Vlaamse plaats Assenede, waar het doorloopt tot de Belgisch-Nederlandse grens.

## Geschiedenis
Oorspronkelijk vond men hier een schorrengebied. Het is denkbaar dat hier ook aan moernering werd gedaan. Ook liet men schapen grazen voor de productie van wol. Vanaf de 12e eeuw werden ook inpolderingswerkzaamheden verricht. Er was echter ook sprake van overstromingen. Door oorlogen in de loop van de 14e eeuw werden de dijken vaak niet goed onderhouden. Vooral in 1375-1376 verwoestte de zee veel land en ook enkele dorpen. De Braakman drong diep het binnenland in en ook Assenede kwam met de zee in verbinding te staan. De huidige Vlietbeek is het restant van de vroegere havengeul. Als reactie daarop werd begin 15e eeuw de Graaf Jansdijk aangelegd.
In 1378-1379 werd de Sint-Janspolder bedijkt. In 1404 werd het gebied geteisterd door de Sint-Elisabethsvloed en in 1440 werd het dorp Sint-Janskapelle (tegenwoordig op Nederlands grondgebied) door de zee verzwolgen. Begin 17e eeuw werden hier de Albertpolders ingedijkt, waar het voormalig dorp gelegen was. In 1979 werden opgravingen verricht waarbij fundamenten van de kapel werden blootgelegd. Deze kapel was afhankelijk van Assenede.
In 1488 volgde een nieuwe overstroming. De huidige Vlietbeek was een zeearm waarvan ook de huidige kreken Grote Geul en Rode Geul deel uitmaakten. In 1494 werd opnieuw een dijk aangelegd, de Landdijk, een ringdijk die Assenede en Zelzate moest beschermen. Begin 16e eeuw werden opnieuw veel gebieden ingepolderd, nu vooral door Brugse en Gentse patriciërs. Zo werd ook de Sint-Andriespolder ingedijkt. In 1505-1507 volgde opnieuw de Sint-Janspolder en in 1519-1520 de Nicasiuspolder. Hierdoor werden de Grote Geul en de Rode Geul afgesneden van de hoofdgeul en veranderden geleidelijk in kreken. In 1555 werd de Penninckmeesterpolder of Rode Polder ingedijkt in voormalig schorrengebied. In 1610 werd ook de Asseneedse havengeul ingedijkt: de Smalle Gelandenpolder.
De Tachtigjarige Oorlog bracht opnieuw moeilijkheden met zich mee, aangezien het hier een grensgebied betrof. De Spanjaarden legden een fortengordel aan, waaronder de redoute Fort Haesop bij het gehucht Holleken. Vooral vanuit de noordelijke Nederlanden werden militaire inundaties uitgevoerd, vooral in 1583 en 1584, waarbij het hele gebied onder water liep. Hierdoor verdween de oorspronkelijke structuur onder een dikke laag zeeklei en werden geulen uitgesleten en verdiept. Tijdens het Twaalfjarig Bestand (1609-1621) vond herbedijking plaats onder het bewind van Albrecht van Oostenrijk en Isabella van Spanje. Niet alleen voormalige polders werden ingedijkt, maar ook nieuwe polders op schorrengebied kwamen tot stand, waaronder de Albertpolder (1612). Nu ontstonden renaissancepolders met rechte verkaveling.
In de eeuwen die volgden had het polderland nog regelmatig te lijden onder militaire inundaties en overstromingen, het laatst tijdens de Belgische Opstand (1830). De polders werden gebruikt voor de landbouw, enkel de hoger gelegen zandige kreekoevers werden benut voor weiland. Tot ongeveer 1960 was de vlasteelt van belang.
De vele aanwezige dijken hadden vaak een zeewerende functie. Ze werden begraasd met schapen. Toen de zeewerende functie verdween verruigden de dijken. Bovendien werden ze in toenemende mate beplant met Canadapopulieren. Met name de Doornendijk heeft nog een soortenrijke vegetatie met wilde marjolein en grote ratelaar. Sporen van dijkdoorbraken zijn de Verzelput en Bodemloze Put. De laatste is in 1809 ontstaan, terwijl de Verzelput al in 1650 werd gedocumenteerd.
De belangrijkste kreken zijn Grote Geul, Rode Geul en de Gezusterskreken: Grote Kil en Kleine Kil. Aan de oevers vindt men nog zoutminnende vegetaties. Het riet aan de oevers werd vroeger benut voor dakbedekking en bescherming van het gewas.
Het gebied is Europees beschermd als onderdeel van Natura 2000-gebied 'Polders' (BE2500002).